# Cloudy with a Chance of Meatballs (boek)
Cloudy with a Chance of Meatballs is een kinderboek geschreven door Judi Barrett en met illustraties van haar echtgenoot Ron Barrett. Het werd in 1978 door Atheneum Books uitgegeven, een imprint van Simon & Schuster. In 1982 volgde er een paperbackeditie door zusterbedrijf Aladdin Paperbacks. In 2000 verscheen er een vervolg, getiteld Pickles to Pittsburgh.
Er verscheen een verfilming van het boek in 2009. In het Nederlands heet die Het regent gehaktballen.